# セッテコリ杯
セッテコリ杯 (Trofeo Sette Colli) はイタリア・ローマにて行われる水泳競技大会。
日本人が出場することはあまりないが、2012年にロンドンオリンピック日本代表の一部選手が強化の一環として出場したため日本でも話題となった大会である。
2014年の第51回大会は6月13日から同15日の日程で行なわれた。